# 1-й батальйон оперативного призначення «Ягуар»
1-й батальйон оперативного призначення «Ягуар» — батальйон у в складі 14-ї бригади оперативного призначення Національної гвардії України.

## Історія батальйону
Історія батальйону бере свій початок з весни 2014 року. У період активної боротьби проти сепаратистських угруповань та гібридної російської загрози бійці батальйону виконували завдання в складі полку спеціального призначення[джерело?] ції та підсиленням поліції в обороні міста від можливих наступів противника і провокацій. Того ж 2014 року на базі полку спеціального призначення «ЯГУАР» утворено 8 полк оперативного призначення імені І. Богуна. Відтак, 1-4 роти «ЯГУАРу» стали основою для 1 батальйону оперативного призначення нового 8 полку.
В період з 2016 по 2022 рік перший батальйон оперативного призначення постійно перебував у зоні проведення антитерористичної операції (АТО), а пізніше операції об'єднаних сил (ООС)[джерело?].

### Повномасштабне вторгнення
Початок повномасштабного вторгнення Росії в Україну, 24 лютого 2022 року, частина батальйону зустріла на Донеччині і воювала там, беручи участь у боях за населені пункти Волноваха, Солодке, Степне та на околицях Новобахмутівки. Інша частина батальйону долучилась до оборони Київщини, де активно вели бойові дії у районах населених пунктів Бузова, Клавдієво-Тарасіве та Чорногородка, витісняючи противника з регіону, здійснюючи захоплення полонених та знищуючи російську техніку і живу силу.
4 червня 2022 року батальйон в повному складі вирушив в місто Северодонецьк, де активно брав участь у боях проти сил Росгвардії, угрупування «Ахмат», ЗС РФ та сепаратистів псевдореспубліки ЛНР. Бійці батальйону успішно вийшли з оточення, форсувавши річку Сіверський Донець[джерело?], а після цього прийняли бій у Лисичанську та Серебрянці, брали участь у звільненні Білогорівки Луганської області[джерело?]. Після успішних операцій батальйон повернувся на Київщину у кінці жовтня 2022 року.
21 квітня 2023 року, після відновлення та злагодження, батальйон вирушив у район селища Спірне в Донецькій області. Із 24 травня перебуває на Запорізькому напрямку, де протягом 10 місяців безперервно веде бої на околицях Роботиного, Новопрокопівки та Вербового.
У 2023 році батальйон офіційно прийняв назву «ЯГУАР» на честь полку спеціального призначення, аби віддати шану полку та його бійцям, які захищали Україну протягом десяти років. Підрозділ має всі засоби та види озброєння для потужної відсічі ворожої агресії.

## Втрати
У ході бойових дій 1-й батальйон оперативного призначення "Ягуар" зазнав значних втрат.
| Мушта Максим Олександрович — прапорщик, старший інструктор (кулеметник БТР), загинув 17 серпня 2014 року |
| Ліпський Віктор Володимирович — прапорщик, інструктор (старший кулеметник), загинув 29 травня 2014 року. |
| Лабань Роман Олегович — лейтенант, загинув 17 лютого 2015 року, виконуючи завдання з виведення українських сил з району |
| солдат ОНІШКО Андрій Брониславови. Загаинув 13.08.2023 під час виконання бойового завдання поблизу н. п. Роботине, Пологівського району Запорізької області в результаті авіаційного удару (КАБ) |
| молодший лейтенант ГАВРИЛЮК Микола Олександрович. Загинув 29.08.2023 року о 07:00 під час виконання бойового завдання в районі населеного пункту Роботине Пологівського району Запорізької області в результаті стрілецького бою, мінометного та артилерійського обстрілів, отримав поранення несумісне з життям. |
| молодший сержант ВОЙТОВИЧ Сергій Васильович. Загинув 11.09.2023 близько 19:50 під час виконання бойового завдання в районі населеного пункту Роботине Пологівського району Запорізької області в результаті мінометного обстрілу.                                                                                 |
| сержант ГАВРІЛОВ Дмитро Вячеславович. Загинув 4.09.2023р. о 20:10 під час виконання бойового завдання в районі населеного пункту Роботине Пологівського р-ну Запорізької обл. в результаті мінометного обстрілу отримав поранення несумісні з життям.                                                             |
| сержант КАСІР Ігор Васильович. Загинув 17:30 від 02.01.2024 року під час виконання бойового завдання в районі населеного пункту Вербове Пологівського району Запорізької області внаслідок нанесення удару противником FPV дроном                                                                                 |
| Молодший сержант ГРАБКО Дмитро Васильович. Загинув 09.05.2023 близько 23.40 в районі н.п. Спірне Донецької області в результаті артилерійського обстрілу |
| Старший лейтенант ДОБОШ Владислав Юрійович. Загинув близько 06:20 03.02.2024 під час виконання бойового завдання в районі населеного пункту Вербове Пологівського району Запорізької області, внаслідок скиду БПЛА                                                                                                |

[джерело?]

## Структура батальйону
Наразі до складу батальйону входять:
- 2 роти оперативного призначення на БТР;
- рота оперативного призначення на БМП
- рота вогневої підтримки;
- мінометна батарея(60мм.(82мм.));
- мінометна батарея (120мм.);
- взвод зв'язку;
- взвод РЕБ;
- відділення розвідки;
- взвод безпілотних комплексів спеціального призначення;
- взвод технічного обслуговування озброєння та військової техніки;
- взвод матеріально-технічного забезпечення;
- інженерно-саперний взвод;
- відділення інструкторів;
- медичний пункт.